# Deutsch-rumänische Beziehungen
Die diplomatischen Beziehungen zwischen den Staaten Deutschland und Rumänien wurden am 20. Februar 1880 beziehungsweise mit der Bundesrepublik Deutschland am 31. Januar 1967 aufgenommen.
Sie sind beide Mitglieder des Europarates, der Organisation für Sicherheit und Zusammenarbeit in Europa, der NATO, der Europäischen Union und des Schengen-Raums (Rumänien ist Teilanwenderstaat, noch keine Abschaffung der Grenzkontrollen). Zudem besteht eine Zusammenarbeit bei der Donauraumstrategie und der Östlichen Partnerschaft.
Rumänien unterhält eine Botschaft in Berlin und Generalkonsulate in Bonn, München und Stuttgart. Honorarkonsuln sind in Hamburg, Leipzig und Neustadt an der Weinstraße aktiv.
Deutschland betreibt eine Botschaft in Bukarest, ein Generalkonsulat in Sibiu und ein Konsulat in Timișoara.

## Geschichte

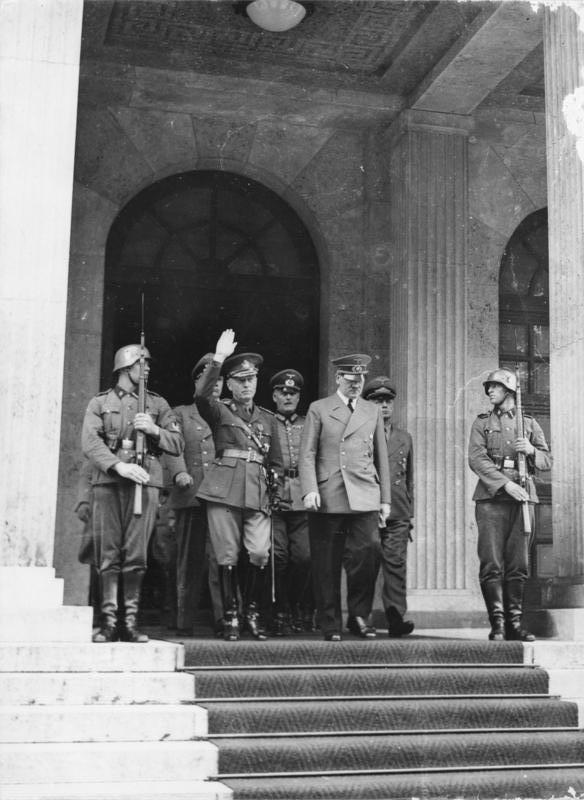
Staatsbesuch von Ion Antonescu bei Adolf Hitler in München 1941

Am 30. Oktober 1883 trat das Altreich Rumänien dem Dreibund bei, einem Defensivbündnis zwischen dem Deutschen Reich, Österreich-Ungarn und dem Königreich Italien, der bis 1915 bestand. 1916 trat Rumänien als Verbündeter der Triple Entente in den Ersten Weltkrieg ein. Deutsche Truppen besetzten daraufhin die rumänische Hauptstadt Bukarest.
Rumänien wandte sich in den 1930er Jahren dem Deutschen Reich zu, da es eine Revision zu den im Ersten Weltkrieg von Ungarn und Bulgarien erlangten Gebieten befürchtete. Deutschland wiederum war abhängig von rumänischen Öllieferungen. Im Oktober 1938 vermittelte das Deutsche Reich, im Rahmen des Ersten Wiener Schiedsspruchs, bei Territorialstreitigkeiten zwischen Rumänien, Ungarn und der Slowakei. Am 30. August 1940 wurde Rumänien mit dem Zweiten Wiener Schiedsspruch vom Deutschen Reich und Italien gezwungen, einen Teil Siebenbürgens an Ungarn abzutreten. Nachdem der rumänische König Karl II. Kriegsminister Ion Antonescu am 4. September 1940 zum neuen Ministerpräsidenten berufen hatte und abgedankt war, baute Antonescu ab Januar 1941 eine faschistische Militärdiktatur auf, schloss sich dem Dreimächtepakt an und trat den Achsenmächten bei. 1941 beteiligte sich Rumänien im Zweiten Weltkrieg mit seiner 3. Armee am zunächst erfolgreichen deutschen Feldzug gegen die Sowjetunion, um seine zuvor verlorenen Teile Bessarabiens und der nördlichen Bukowina zurückzuerobern.
Die rumänische Regierung war im Rahmen des NS-Völkermords an der Ermordung von etwa 270.000 rumänischen Juden aktiv beteiligt. Als die Rote Armee im Sommer 1944 zum Großangriff auf Rumänien ansetzte, entließ König Michael I. nach dem Königlichen Staatsstreich am 23. August 1944 Antonescu aus dem Amt, wechselte die Seiten und erklärte am 25. August dem Deutschen Reich den Krieg. Im Kampf gegen Deutschland erlitt Rumänien weitere Verluste in Siebenbürgen, Ungarn und der Tschechoslowakei.
Zwischen 1967 und 1989 zahlte die Bundesrepublik Deutschland nach Schätzungen über eine Milliarde Deutsche Mark für den Freikauf von Rumäniendeutschen und ermöglichte damit 226.654 Rumäniendeutschen eine Ausreise aus dem zu dieser Zeit unter Herrschaft der Rumänischen Kommunistischen Partei stehenden Rumänien.
1992 schlossen die beiden Staaten einen Freundschaftsvertrag.

## Wirtschaftliche Beziehungen
Deutschland ist Rumäniens wichtigster Handelspartner. 18,6 Prozent der rumänischen Exporte werden nach Deutschland geliefert. Seit dem 5. September 2002 besteht die Deutsch-Rumänische Industrie- und Handelskammer mit Sitz in Bukarest.
Sieben Jahre nach dem EU-Beitritt von Rumänien und Bulgaren erhielten die Bürger dieser Länder im Jahr 2014 die volle europäische Freizügigkeit. Nach 2007 entstand zunächst eine Armutszuwanderung, später eine Zuwanderung in die sozialversicherungspflichtige Beschäftigung: Mit Stand vom September 2021 waren etwa 460.000 Menschen aus Rumänien sozialversicherungspflichtig in Deutschland beschäftigt.

## Kulturelle Beziehungen

### Deutsch-Rumänisches Abkommen
Mitunter beeinflusst von der Deutschen Minderheit in Rumänien existieren mehrere kulturelle Gemeinsamkeiten zwischen den Menschen beider Länder. Seit 1995 besteht zwischen Deutschland und Rumänien ein Abkommen über kulturelle Zusammenarbeit. 1996 wurde zudem ein Abkommen über schulische Zusammenarbeit abgeschlossen.

### Kulturinstitute
Deutschland unterhält in Bukarest eine Niederlassung des Goethe-Instituts. Seit 1999 ist Rumänien mit dem rumänischen Kulturinstitut Titu Maiorescu (rumänisch Institutul Cultural Român ICR) in Berlin-Charlottenburg vertreten.

### Deutsch-Rumänische Gesellschaften und Vereine in Deutschland
Deutsch-Rumänische Gesellschaften (Societăți Germano-Române) bzw. Vereine (Asociații Germano-Române) sind Organisationen, die das Ziel haben, die rumänische Kultur und Sprache in Deutschland zu pflegen und die freundschaftlichen Beziehungen zwischen beiden Ländern auf unterschiedlichen Gebieten zu fördern. Hierzu werden beispielsweise Seminare, Vorträge und Deutschkurse angeboten, Deutsche und Rumänen zu gemeinsamen Aktivitäten eingeladen oder Reisen organisiert.
Die meisten dieser Gesellschaften haben sich nach dem Fall der Mauer und im Zuge von Migration ab den 1990er Jahren organisiert; die Deutsch-Rumänische Gesellschaft in Leipzig wurde jedoch bereits 1984 noch zu DDR-Zeiten gegründet.
Es gibt in Deutschland 10 Deutsch-Rumänische Gesellschaften. Die größte ist die Deutsch-Rumänische Gesellschaft Berlin e. V.
Siehe auch: Liste Deutsch-Rumänischer Gesellschaften
| Stadt          | Gesellschaft/Verein | Gründungsjahr |
| -------------- | --- | ------------- |
| Berlin         | Deutsch-Rumänischer Gesellschaft Berlin e. V. | 1992          |
| Leipzig        | Deutsch-Rumänische Gesellschaft e. V. | 1984          |
| Hamburg        | Deutsch-Rumänischen Gesellschaft für Norddeutschland e. V.                                                                                       | 1995          |
| Pforzheim      | Deutsch-Rumänische Gesellschaft Pforzheim/Enzkreis e. V.                                                                                         | 1987          |
| Paderborn      | Deutsch-Rumänische Gesellschaft Paderborn e. V.                                                                                                  | 2009          |
| München        | Gesellschaft zur Förderung der Rumänischen Kultur und Tradition e. V.                                                                            | 1999          |
| München        | Deutsch-Rumänische Gesellschaft für Integration und Migration SGRIM e. V. (Societatea Germano-Română pentru Integrare şi Migraţie)               | 2001          |
| Kaiserslautern | Rumänisch-Deutsche Gesellschaft für Ethnographie und Folklore „Ioan Bocsa“ (Societatea Româno-Germana pentru Etnografie si Folclor „Ioan Bocsa”) | 2000          |
| Berlin         | Deutsch-Rumänisches Forum e. V. | 2000          |
| Heidelberg     | Gesellschaft für Literatur, Musik und Kunst "Alexandru Ioan Cuza"                                                                                | 1991          |
| Gießen         | Deutsch-Rumänischer Verein Gießen e. V. | 2021          |
| Dortmund       | Bund rumänischer Vereine in Deutschland e. V. | 2022          |

## Diplomatischer Austausch
Unter anderem stattete der damalige deutsche Bundespräsident Horst Köhler Rumänien im Juli 2007 einen Besuch ab und die deutsche Bundeskanzlerin Angela Merkel zum NATO-Gipfel im April 2008. Im Jahr 2010 reisten der damalige deutsche Außenminister Guido Westerwelle im Juli und die Bundeskanzlerin im Oktober nach Rumänien. Der rumänische Präsident Traian Băsescu besuchte Berlin in den Jahren 2005, 2006, 2007, 2010 zum 20-jährigen Fall der Mauer und 2011. Im Oktober 2012 reiste der rumänische Außenminister Titus Corlățean nach Berlin und Ministerpräsident Victor Ponta im Mai 2013.
Darüber hinaus fanden in Rumänien offizielle Besuche von Ministerpräsidenten deutscher Bundesländer statt, beispielsweise im Mai 2010 von dem bayerischen Ministerpräsidenten Horst Seehofer und im Oktober 2011 von dem baden-württembergischen Ministerpräsidenten Winfried Kretschmann.
Am 18. Juli 2025 besuchte der amtierende rumänische Präsident Nicușor Dan Deutschland und wurde von Präsident Frank-Walter Steinmeier  mit militärischen Ehren im Schloss Bellevue empfangen.